# 锡根-维特根施泰因县
锡根-维特根施泰因县（Kreis Siegen-Wittgenstein）是德国北莱茵-威斯特法伦州东南部的一个县，隶属于阿恩斯贝格行政区，首府锡根。

## 地理
锡根-维特根施泰因县北面与上绍尔兰县，东面和南面与黑森州的瓦尔代克-弗兰肯贝格县、马尔堡-比登科普夫县和兰-迪尔县，西面与莱茵兰-普法尔茨州的阿尔滕基兴县，西北面与北莱茵-威斯特法伦州的奥尔珀县相邻。